# Pestapokalypse VI
Albums de Belphegor
Goatreich-Fleshcult
(2005) Bondage Goat Zombie
(2008)
Pestapokalypse VI est le sixième album studio du groupe de black metal autrichien Belphegor. L'album est sorti le 27 octobre 2006 sous le label Nuclear Blast Records.
Pour les trois derniers titres de l'album, c'est Helmuth, le chanteur-guitariste du groupe, qui a enregistré la basse.

## Musiciens
- Helmuth - chant, guitare, basse (titres 7-9)
- Sigurd - guitare
- Barth - basse (titres 1-6)
- Nefastus - batterie

## Liste des morceaux
| No | Titre                         | Durée |
| -- | ----------------------------- | ----- |
| 1. | Belphegor - Hell's Ambassador | 4:24  |
| 2. | Seyn Todt in Schwartz         | 3:22  |
| 3. | Angel of Retribution          | 5:31  |
| 4. | Chants for the Devil 1533     | 4:42  |
| 5. | Pest Teufel Apokalypse        | 5:03  |
| 6. | The Ancient Enemy             | 3:23  |
| 7. | Bluhtsturm Erotika            | 3:48  |
| 8. | Sanctus Perversum             | 5:02  |
| 9. | Das Pesthaus / Miasma Epilog  | 2:47  |